# NGC 5152
NGC 5152 is een balkspiraalstelsel in het sterrenbeeld Waterslang. Het hemelobject werd op 5 mei 1834 ontdekt door de Britse astronoom John Herschel.

## Synoniemen
- ESO 444-44
- MCG -5-32-24
- AM 1325-292
- PGC 47187